# Macaca thibetana
Il macaco tibetano (Macaca thibetana, Milne-Edwards, 1870) è un primate della famiglia delle Cercopithecidae.

## Descrizione
La lunghezza del corpo è tra 54 e 71 cm; il peso è tra 14 e 17 kg per i maschi e tra 9 e 13 kg per le femmine. La corta coda misura  tra 4 e  14 cm di lunghezza.
Il colore del corpo è grigio-bruno, mentre la parte glabra del muso è rosa, più pallido nelle femmine.

## Distribuzione e habitat
Il macaco tibetano vive nella Cina meridionale: l'areale comprende il Tibet orientale, il Sichuan, lo Yunnan e il Guangdong.
L'habitat è costituito da foreste, sia la foresta pluviale sia le foreste di montagna, fino all'altitudine di oltre 2000 m.

## Biologia
L'attività è diurna e si svolge prevalentemente al suolo. Vive in gruppi con alcuni maschi, un maggior numero di femmine e giovani. Nei gruppi vige una rigida gerarchia, sia tra i maschi sia tra le femmine.
La dieta è costituita soprattutto di frutta, ma comprende anche altri alimenti vegetali, insetti e piccoli vertebrati.
La gestazione dura circa 165 giorni e si conclude con la nascita di un solo piccolo. Il colore alla nascita è grigio scuro e la colorazione da adulto è acquisita a circa due anni di età. L'aspettativa di vita in natura è intorno ai 20 anni.

## Sottospecie
Si conoscono quattro sottospecie di questo macaco:
- Macaca thibetana thibetana
- Macaca thibetana esau
- Macaca thibetana guiahouensis
- Macaca thibetana huangshanensis